# TFX
A TFX (teljes cím: Tactical Fighter E(X)periment; jelentése: "Taktikai Vadászrepülő Kísérlet") egy repülőszimulátor videójáték, melyet a Digital Image Design fejlesztett és az Ocean Software adott ki 1993-ban DOS-ra. Az Amiga változat szintén elkészült 1995 áprilisára, de kiadására csak 1997-ben került sor a CU Amiga lemezmellékletén.

## Játékmenet
A játékban az ENSZ fiktív légierejének pilótájaként lehetőség van az amerikai F-117A, az F-22 és az európai Eurofighter Typhoon harci repülőgépeket irányítva különféle küldetéseket teljesíteni. Az éles bevetések előtt azonban minden új pilótának el kell végeznie 10 gyakorló küldetést. A játék küldetésszerkesztőt is tartalmaz, melyben egyedi missziókat lehet létrehozni. A TFX négyféle repülési modellt, illetve játékmódot ismer: játéktermi (arcade), egyszerű (simple), realisztikus, katonai szimulátor.
A TFX küldetései, illetve hadjáratai öt különféle hadszíntéren zajlanak: Kolumbia, Szomália, Líbia, a Balkán és Déli-Georgia szigete. A hadjáratok során az egyes küldetések teljesítése befolyásolja a játék további menetét ("szappanopera megközelítés"). A három szimulált harci repülőgép-típus pilótafülkéje ugyanúgy néz ki.

## Fejlesztés

### MS-DOS kiadás
A kiadásakor a TFX grafikája és életszerűsége (realizmusa) magasan felette állt a hasonló számítógépes repülőgép-szimulátorokénál. A teljes összhatáshoz azonban komoly teljesítményű PC-re volt szükség. A bemutatásakor, az 1993-es ECTS-en egy 486 DX4 100 MHz-es gépen, SVGA videókártyával futtatták teljes funkcionalitással. A legtöbb felhasználónak azonban csak 386-os processzorral szerelt PC-je volt akkoriban, melyen igen szerény sebességgel futott.

### Amiga kiadás
A TFX kiadását Amigára eredetileg 1994-ben tervezték, de határozatlan időre jegelték valamikor 1995-ben, mikor már 95%-os készültségi fokon állt és számos tematikus magazin is beszámolt róla április-május folyamán. A kritikák egyöntetűek voltak abban, hogy a játék játszhatatlan egy gyári kiépítésű Amiga 1200-esen. A problémát részben a kevés memória, részben pedig a rendkívül alacsony képfrissítési sebesség (frame rate vagy FPS) okozta. Előbbinek rótták fel a grafika alacsony részletgazdagságát (pl. állóképek interaktív animációk helyett), a csökkentett hangeffekteket (pl. a PC CD-ROM változathoz kiadott zeneszámok teljes hiánya) és a gyakori lemezcserélgetést. Az ismertetők szerint a megfelelő futási teljesítményhez egy Amiga 4000, vagy legalább egy bővítőkártyával felgyorsított (min. Motorola 68030 processzoros) és fastram bővítéssel ellátott Amiga 1200 számítógép kellett. A játék teljeskörű élvezetéhez azonban ajánlott volt egy akkoriban is nagyon drága Motorola 68060-as (50MHz-en vagy gyorsabban üzemelő) bővítőkártya mindkét géptípusba. Ezeket a konfigurációkat még nyugaton is csak kevesen engedhették meg maguknak, így ez és a Commodore 1994-es csődje utáni bizonytalan Amiga-piac sem kedvezett a játék kiadásának.
Az Ocean azt szerette volna elérni, hogy az Escom által újra gyártani kezdett Amiga 1200-esekhez a TFX is legyen hozzácsomagolva, de ez a terv nem sikerült, így a játék kiadását végül 1996-ban ejtették. 1997 áprilisában aztán a CU Amiga bejelentette, hogy a májusi World of Amiga (WOA) shown be kívánják mutatni a játékot a nagyközönségnek. Ez meg is történt és a játék megfelelően működött egy Amiga 1200-esen 50MHz-en üzemelő 68030-as processzorral, mely pozitív visszhangot kapott. A CU Amiga ezek után megkereste a fejlesztőcsapatot és megszerezte a kiadási jogokat. Ezek után jelentették meg a még mindig jópár hibát tartalmazó játékot a CU Amiga magazin októberi számának exkluzív lemezmellékleteként (CUCD15). A 7-lemezes floppy kiadásért az újság árán felül további 4 angol fontot kértek.
A játékban még fellelhető hibák jó részére a TFX egyik programozója, Charlie Wallace adott ki javítást 1997 decemberében.

### Egyéb portok
PlayStation konzolra egy kísérleti átirat (port) készült a konzol megjelenése után nem sokkal. "ImageGun & TFX - Flight Maniac Set" címmel 1996 november végén adták ki hivatalosan.
A Gamefan híradása szerint 1994 áprilisában Amiga CD32 és Atari Jaguar port is tervben volt az eredeti fejlesztők (DID) által, de egyikből sem lett semmi.

## Fogadtatás
| Szerző          | Értékelés |
| --------------- | --------- |
| Amiga Computing | 90%       |
| Amiga Format    | 91%       |
| Amiga Power     | 62%       |
| The One Amiga   | 67%       |

A Computer Gaming World rövid 1994 februári ismertetőjében a TFX-et "az eddigi legfejlettebb repülési modellnek" nevezte amiatt a rengeteg különféle faktor (pl. szél, hőmérséklet stb.) miatt, amellyel a katonai szimulátor üzemmód számol. Egy másik cikkíró ugyanettől az újságtól áprilisban dícsérte a TFX "kitűnő" effektjeit és "részletgazdag" grafikáját, de kritizálta a botkormány hiányát és más valósághűséget rontó hiányosságokat, valamint a számítógépes ellenfél taktikájának túl "kiszámítható" mesterséges intelligenciáját, illetve a kikapcsolhatatlan autopilótát. Összegzésében "régimódinak" és több szempontból "befejezetlennek" értékelte a játékot.
Az Amiga Computing 93%-os össz-pontszámot adott a játék Amiga változatára, méltatva a grafikáját, melyet "lélegzetelállítóan atmoszférikusnak", illetve "inspirálónak és lenyűgözőnek megtervezettnek" nevezett, kihangsúlyozva, hogy a "vizuális valósághűsége" további mélységet ad a küldetéseknek. Az újság megjegyezte emellett azt is, hogy a TFX hardverigénye jelentős, de hozzátette azt is, hogy a játék alacsonyabb beállításokkal is "lenyűgözőbb, mint más repülőszimulátorok" az Amigán.
A brit PC Gamer magazin 1994-ben minden idők 26. legjobb játékának választotta a TFX-et. A szerkesztő "az egyik legjobb PC-s repülőszimulátornak" nevezte.

## Érdekességek
- A játékban virtuálisan repülhető Eurofighter Typhoon a valóságban még csak prototípus állapotban volt a TFX kiadásakor,[9] első repülését csak 1994-ben végezte.[12]
- A játék CD-ROM-on kiadott DOS-os verziója 14 hi-fi minőségű zeneszámot tartalmaz.
- Ez az egyetlen ismert játék, mely támogatja a Creative Labs egyes hangkártyáin található ASP/CSP chipet.[13]
- Egy kis adalék egyes beteg programozók aktájához: ha a játékban 500 láb alá sűllyedünk, majd a gépet fejjel lefelé fordítjuk és katapultálunk, akkor az öngyilkos pilótánk maradványai véres tócsaként maradnak ott a felszínen.[1]